# 昆解宮成
昆解 宮成（こんけ /こんげ の みやなり、生没年不詳）は、奈良時代の官人。姓はなし。位階は外従五位下。

## 経歴
称徳朝の天平神護2年（766年）丹波国天田郡華浪山から産出したという白鑞（錫・銅器鋳造の原料)に似た鉱物を朝廷に献上し、この鉱物から様々な器物を鋳造したところ、唐の錫に劣らなかったと言って、真の白鑞で鋳造した鏡を呈上した。
そこで朝廷は神護景雲2年（768年）宮成を外従五位下に叙し、延べ数百人の労役を課して採掘を行わせ10斤余りの鉱物を得た。ある者は「これは鉛に似ているが鉛ではない。名前はわからない」と言った。そこで、鋳工達を召して宮成とともにこの鉱物を精錬させたが、宮成はどうすることもできず、悪だくみはできなかった。しかし、宮成はこの鉱物は白鑞に似ていると強く主張し、屈服しなかった。
光仁朝の宝亀8年（777年）に第16次遣唐使が派遣された際、遣唐准判官・羽栗翼がこの鉱物を唐まで持参して鋳工に鑑定させたところ、鈍隠と呼ばれる私鋳銭を鋳造する際に用いられる鉱物との結果を得ている。

## 官歴
『続日本紀』による。
- 時期不詳：従七位上
- 天平神護2年（766年） 7月26日：見散位
- 時期不詳：従六位上
- 神護景雲2年（768年） 10月27日：外従五位下